# ناتسرات عیلیت
ناتسرات عیلیت (به لاتین: Nazareth Illit؛ عبری: נָצְרַת עִלִּית) شهری در استان شمال اسرائیل است. در سال ۲۰۱۶ جمعیت این شهر ۴۰٬۲۴۴ نفر بود.

## خواهرخوانده
شهرهای آلبا ایولیا، کیکیندا، سانتیاگو دوتوکومان، سن-اتین، گیور و چرنیوتسی خواهرخوانده‌های ناتسرات عیلیت هستند.